# Lac Traful
Le lac Traful est un lac de la province de Neuquén, en Argentine. Il est situé dans le département de Los Lagos, au sein du parc national Nahuel Huapi, dans les Andes de Patagonie argentine.

## Description

Carte du parc national Nahuel Huapi.

Le lac a une superficie de 76 km2.
Il a une forme très allongée et s'étend sur plus de trente kilomètres du nord-ouest vers le sud-est, au fond d'une longue et étroite vallée d'origine glaciaire. Sa surface se situe à 804 mètres d'altitude. Il est entouré de toutes parts des hautes cimes enneigées des Andes, dont les sommets ont de 1 800 à 2 200 mètres d'altitude. Certains de ces monts plongent littéralement dans ses eaux, créant des paysages superbes. Ses eaux sont transparentes et bien oxygénées. Ses rives, irrégulières, présentent aussi des plages.
Le lac possède un long et étroit prolongement nord appelé Pichi Traful.

## Tourisme
Du haut d'un promontoire haut de plus de 100 mètres et situé au départ de ce Pichi Traful, se trouve un observatoire d'où l'on peut admirer l'ensemble du lac et de sa vallée, vus en enfilade.
Sur sa côte sud se trouve la ville touristique de montagne, Villa Traful, principal endroit habité du bassin du lac.

## Accès
La route provinciale nº 65 borde la rive sud du lac. Au nord du Pichi Traful, à 1 500 mètres de distance, passe la fameuse route des sept lacs.

## Émissaire
Son émissaire est le río Traful qui se jette dans le río Limay, en rive gauche.

## La pêche
La pêche se pratique sur embarcation ou depuis la rive. On y pêche des salmonidés, tels la truite arc-en-ciel (Oncorhynchus mykiss), l'omble de fontaine ou truite mouchetée (Salvelinus fontinalis) et la trucha marrón (Salmo trutta).

## Galerie

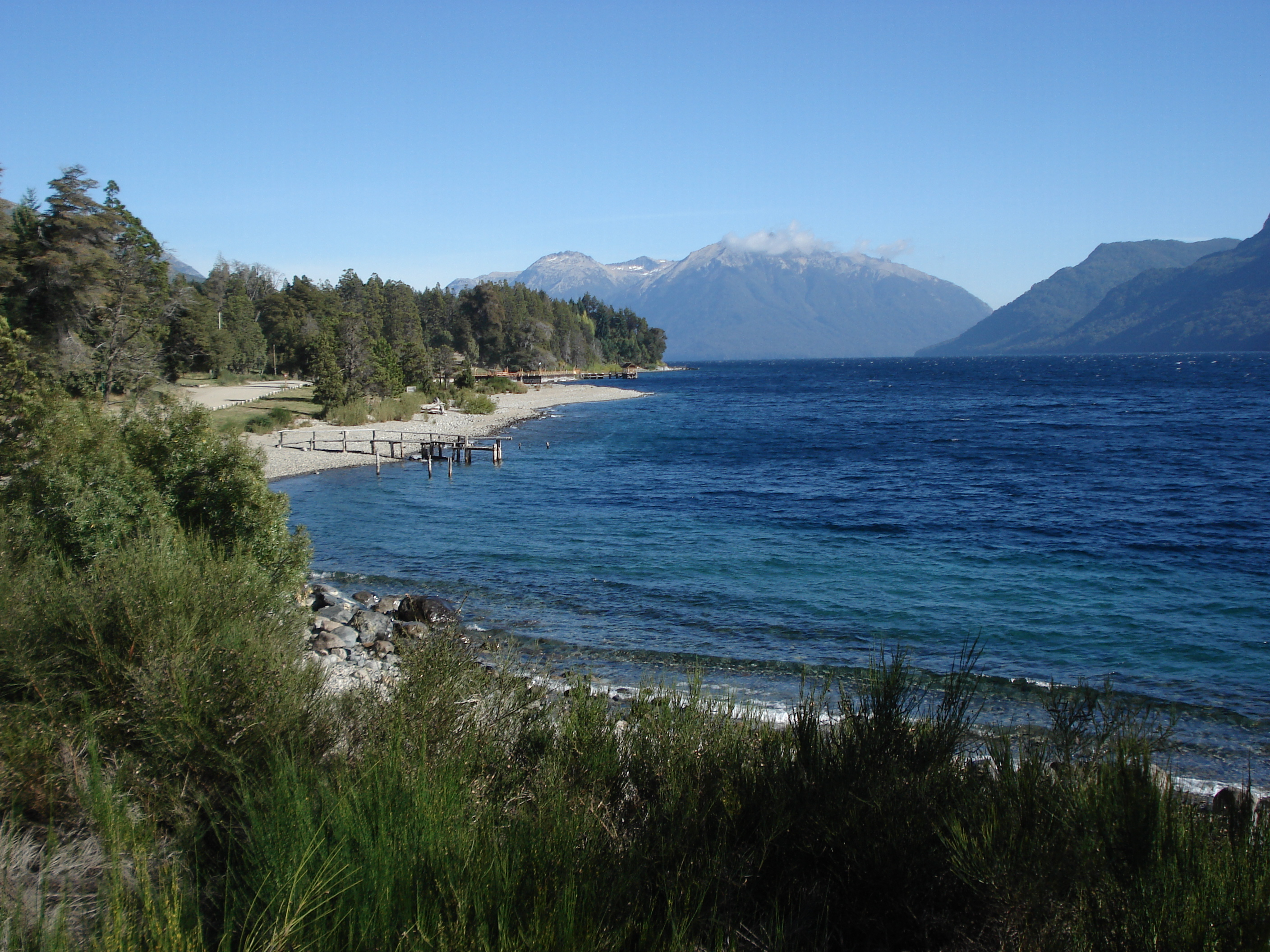
Une plage du lac Traful.
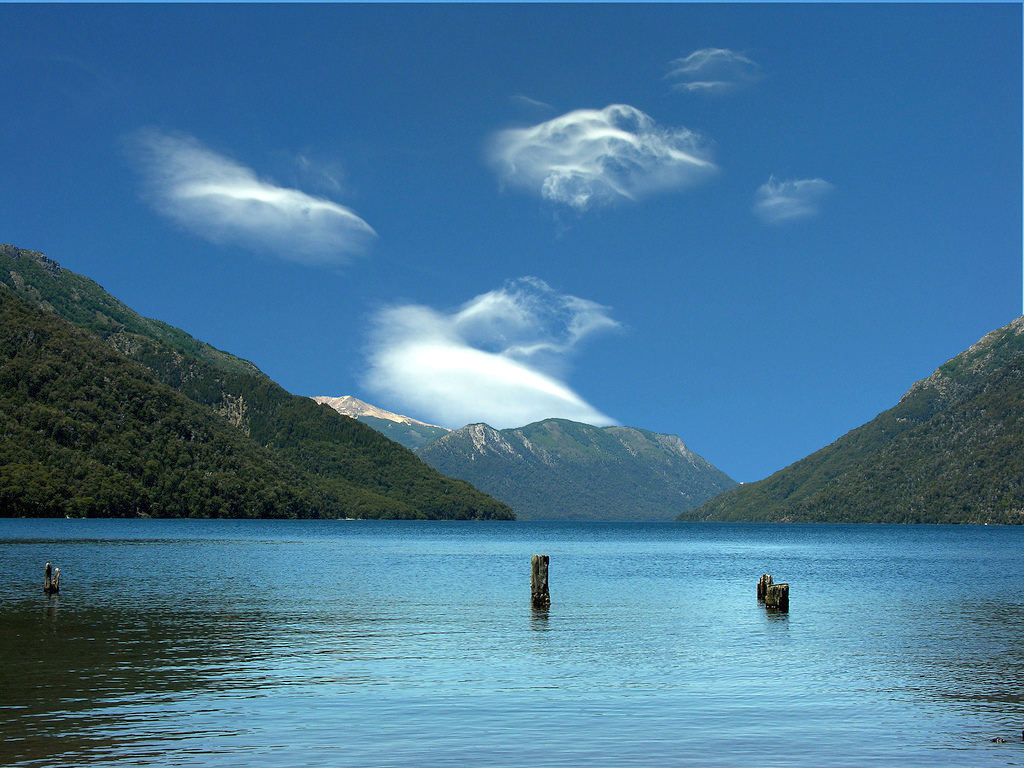
Autre vue du lac Traful.
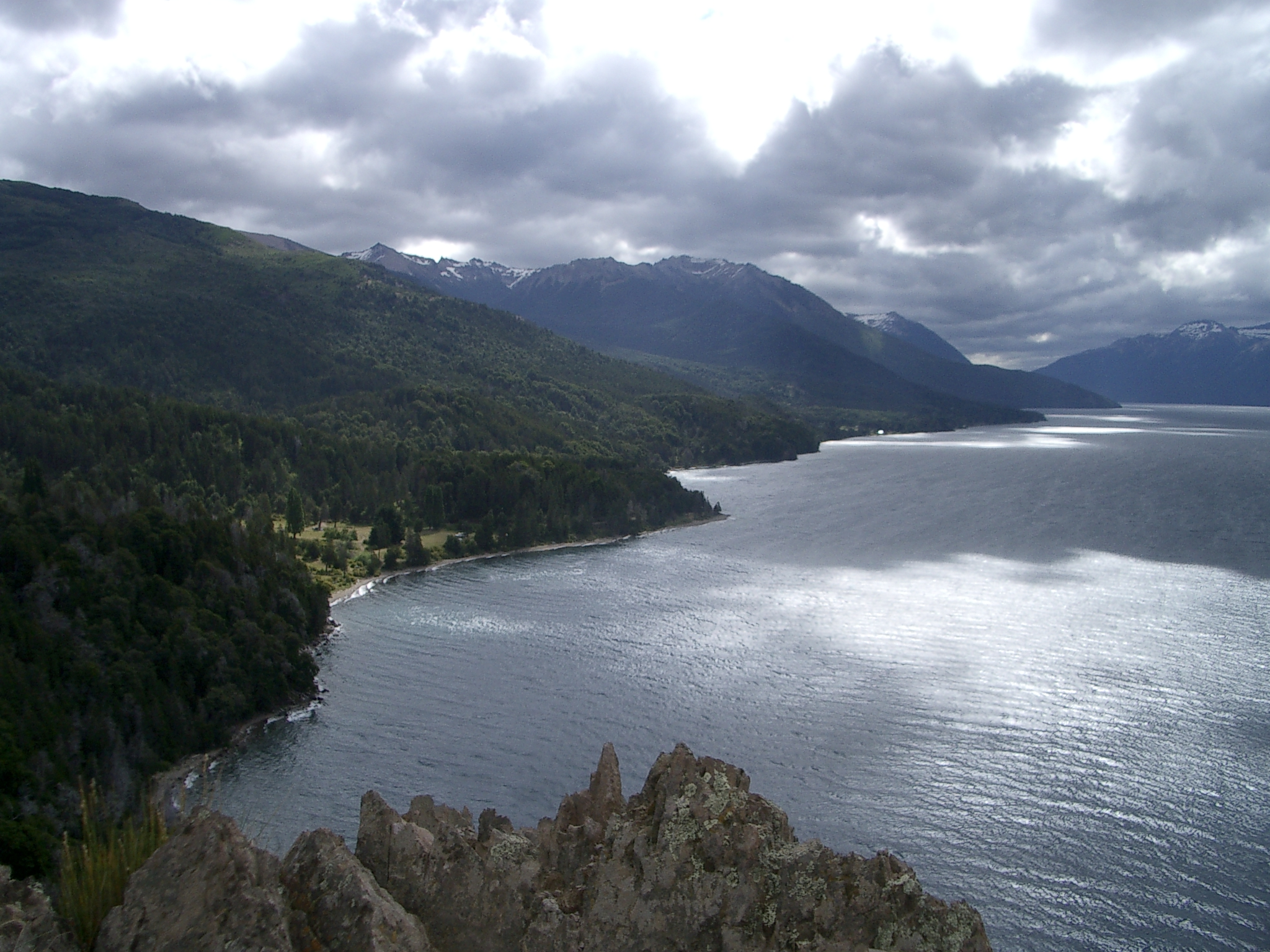
Rivage du lac Traful.